# Emmanuel Sanon
Manno, właśc. Emmanuel Sanon (ur. 25 czerwca 1951 w Port-au-Prince, zm. 21 lutego 2008 w Orlando) – jeden z najlepszych piłkarzy w historii Haiti.
Emmanuel Sanon przyszedł na świat jako syn Dariusa i Cherismy Fortune Sanonów. Ukończył Szkołę Podstawową imienia Fabre Geffrarda oraz Liceum Firmin & de Petion-Ville. Karierę piłkarską rozpoczął jako napastnik w lokalnym klubie o nazwie Don Bosco.

## Mistrzostwa Świata 1974
Do Mistrzostw Świata 1974 reprezentacja Haiti zakwalifikowała się, najpierw pokonując w fazie play-off kadrę narodową Portoryko, a później, głównie dzięki bramkom „Manno", młodzi gracze z Haiti ograli faworyzowanych rywali z Meksyku oraz Trynidadu i Tobago. Już na Mundialu Haitańczycy trafili do bardzo silnej grupy wraz z dwukrotnymi mistrzami świata z Włoch, przyszłymi mistrzami z Argentyny oraz Polską, która na tym Mundialu zajęła trzecie miejsce. Nie jest dziwnym, że przybysze z Haiti zajęli ostatnie miejsce w grupie, z bilansem bramek -12, lecz obie bramki dla nich zdobył właśnie "Manno” Sanon.
Strzelił bramkę Argentynie, lecz bardziej sławna pozostaje jego akcja w meczu z Włochami. Przed tym Mundialem „Azzurri” nie stracili bramki od dziewiętnastu meczów, głównie dzięki ich wyśmienitemu bramkarzowi, Dino Zoffowi, który zresztą później doprowadził Włochy do Mistrzostwa Świata w roku 1982.
Jednakże tuż po rozpoczęciu drugiej połowy spotkania z Włochami, Sanon zaszokował rywali swoją fantastyczną akcją, zakończoną ośmieszającą Zoffa kiwką i strzałem do pustej bramki. Mimo to Włosi zmobilizowali się i wygrali ten mecz 3:1. Nawet mimo porażek z Polską 0:7 i 1:4 z Argentyną, reprezentacja Haiti i jej najlepszy strzelec pokazali się z dobrej strony.

## Dalsza kariera
W latach siedemdziesiątych Sanon był najskuteczniejszy w kadrze narodowej Haiti. Dość rzec, że w latach 1970–74 strzelił aż 47 ze 106 bramek zdobytych przez reprezentację. Po Mundialu podpisał kontrakt z belgijskim Germinalem Beerschot, gdzie kontynuował karierę w latach 1974–80. Później przeniósł się do USA, gdzie kontynuował karierę głównie w lidze futsalu, choć reprezentował również barwy San Diego Sockers.
Ostatecznie karierę zakończył w roku 1986 i zajął się trenerką, szkoląc różne drużyny piłkarskie z amerykańskich liceów. W latach 1999–2000 był selekcjonerem reprezentacji Haiti.
21 lutego 2008 roku po długiej walce z rakiem trzustki „Manno” odszedł z tego świata w szpitalu w Orlando na Florydzie, gdzie mieszkał. W pochodzie na jego pogrzebie wzięło udział 10 tysięcy ludzi. Jego były klub, Don Bosco, w ramach hołdu zastrzegł, że żaden zawodnik u nich nigdy już nie zagra z numerem 10, który nosił Sanon.

## Osiągnięcia
- Lata 60. Różnego typu sukcesy w Haiti
- 1969–71 oraz 1977 Wicemistrzostwa Strefy CONCACAF
- 1973 Mistrzostwo Strefy CONCACAF
- 1974 Uczestnik Mistrzostw Świata, strzelec dwóch bramek
- 1980 Zdobywca Pucharu Belgii